# HMS Stalker (D91)
Pour les articles homonymes, voir HMS Stalker.
Le porte-avions d'escorte USS Hamlin (CVE-15) (à l'origine AVG-15, puis plus tard ACV-15) a été lancé le 5 mars 1942 par Western Pipe and Steel Company (en) à San Francisco. Il a été transféré au Royaume-Uni, il a été mis en service le 21 décembre 1942 sous le nom de HMS Stalker (D91), en prêt-bail pour la Royal Navy.

## Conception et description
Il y avait huit porte-avions d'escorte de classe Attacker en service dans la Royal Navy pendant la Seconde Guerre mondiale. Ils ont été construits entre 1941 et 1942 par le chantier naval Western Pipe & Steel et le Chantier naval Ingalls de Pascagoula aux États-Unis, tous deux construisant chacun quatre navires.
Le porte-avions avait une longueur totale de 150 mètres, un faisceau de 21,2 mètres, tirant d'eau de 7.9 mètres et un déplacement de 11 420 tonnes. Il était propulsé par deux chaudières "Foster Wheeler" et une turbine à vapeur de 8 500 chevaux, propulsant le navire à 18 nœuds (31 km/h). Leur équipage est composé de 646 hommes.
Les installations aéronautiques comprenaient une petite commande combinée pont-vol du côté tribord, deux ascenseurs pour aéronefs de 43 pieds (13,1 m) sur 34 pieds (10,4 m), une catapulte d'avion et neuf fils d'arrêt. Les aéronefs pourraient être logés dans le hangar de 260 pieds (79,2 m) sur 62 pieds (18,9 m) sous le poste de pilotage.
Son armement comprenait 2 canons de 5 pouces/38 calibres, de 4 pouces/50 calibres ou de 5 pouces/51 calibres, 8 mitrailleuses double 40 mm Bofors, 10 mitrailleuses double 20 mm Oerlikon. Il pouvait accueillir jusqu'à 18 avions, dont des Grumman F4F Wildcat, des Supermarine Seafire Chance Vought F4U Corsair ou Hawker Hurricane et des bombardiers-torpilleurs Fairey Swordfish ou des Grumman TBF Avenger.

## Service
Ce porte-avions d'escorte a joué un rôle essentiel dans les opérations alliées dans l'Atlantique. Il a participé aux débarquements de Salerne (opération Avalanche) en septembre 1943, fournissant un appui aérien efficace sur place aux forces d'assaut. Il a également participé au Débarquement de Provence (opération Anvil Dragoon) dans le sud de la France en août 1944.
De mars à avril 1945, il a été attaché au 21st Aircraft Carrier Squadron (en) au sein de l'Eastern Fleet basé à Trincomalee dans l'océan Indien. Il a participé à l'opération Balsam, des raids aéronavals contre les aérodromes de Lhokseumawe, Medan et Binjai occupés par les forces japonaises. Il devait participer à l'invasion de Singapour en septembre 1945, baptisée opération Tiderace. Mais celle-ci n'a pas eu lieu avec la capitulation japonaise.
De retour aux États-Unis le 29 décembre 1945, il est rayé du registre de la marine le 20 mars 1946 et vendu à "Waterman Steamship Corp." de Mobile (Alabama), le 18 décembre 1946. Waterman le vendit à son tour aux Pays-Bas en août 1947 où il fut converti en navire marchand Riouw. Plus tard rebaptisé Lobito en 1968, il a été mis au rebut à Taiwan en septembre 1975.